# Akihabara

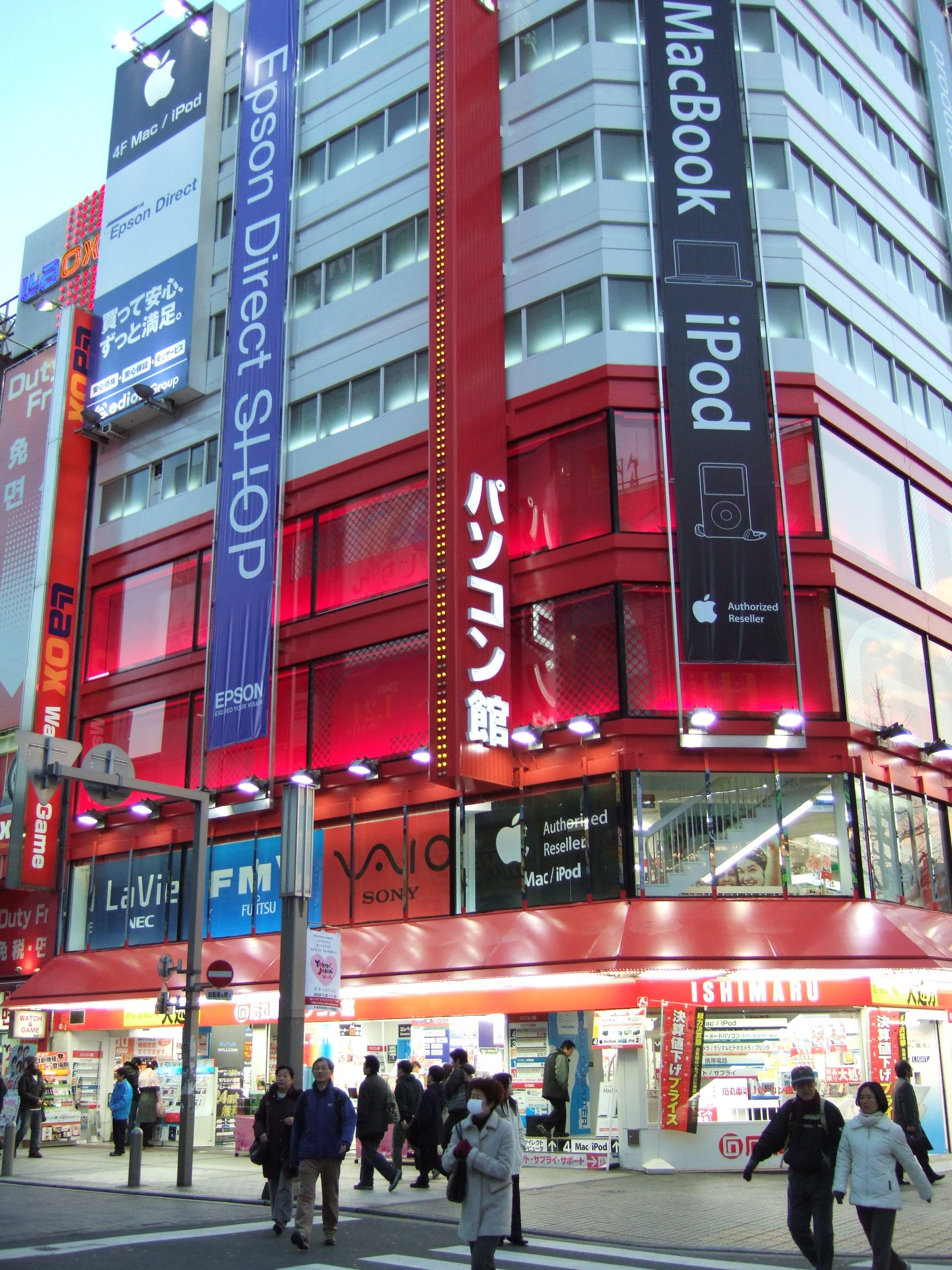
Geschäfte in Akihabara (2008)

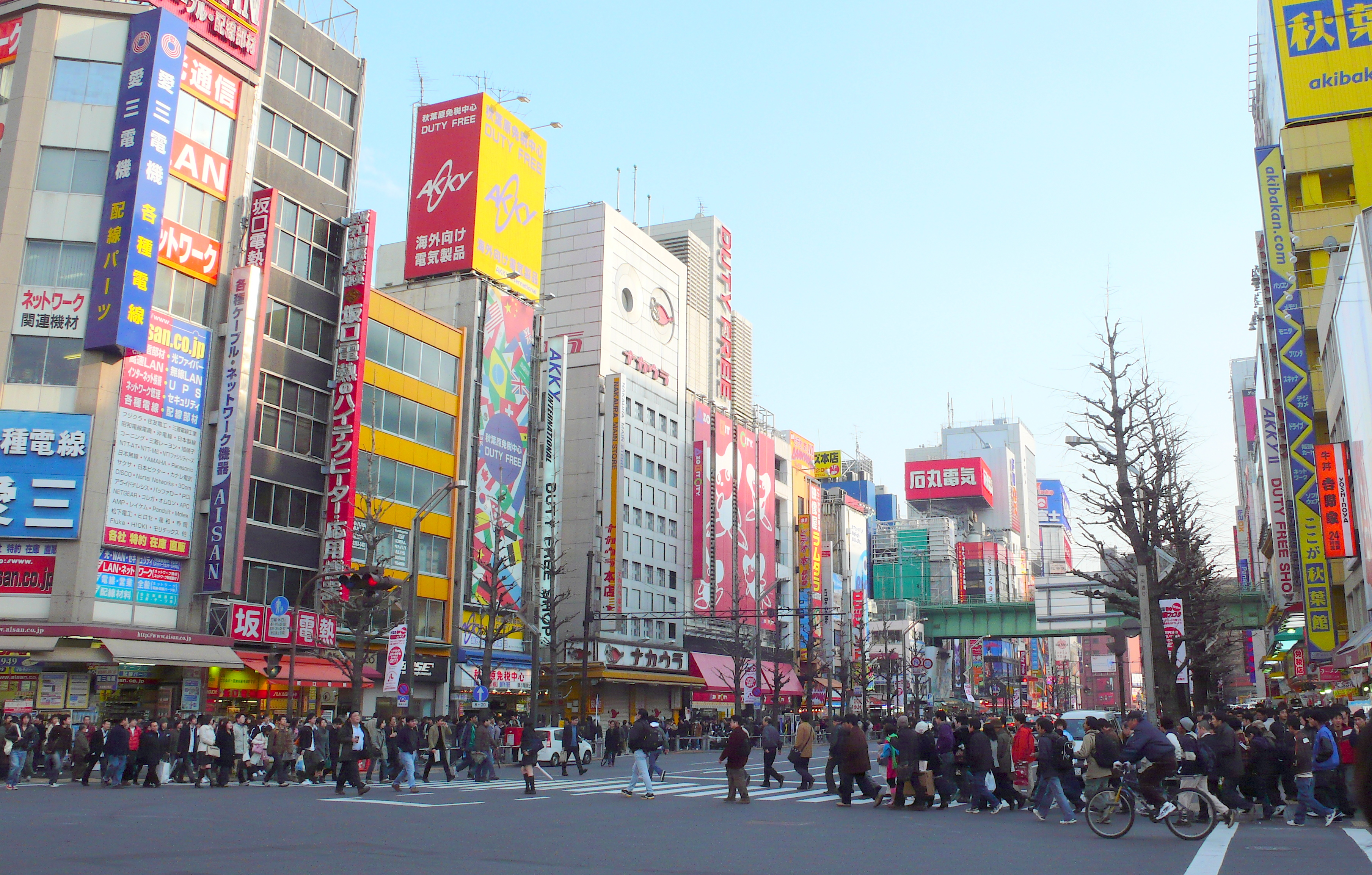
Akihabara (2007)

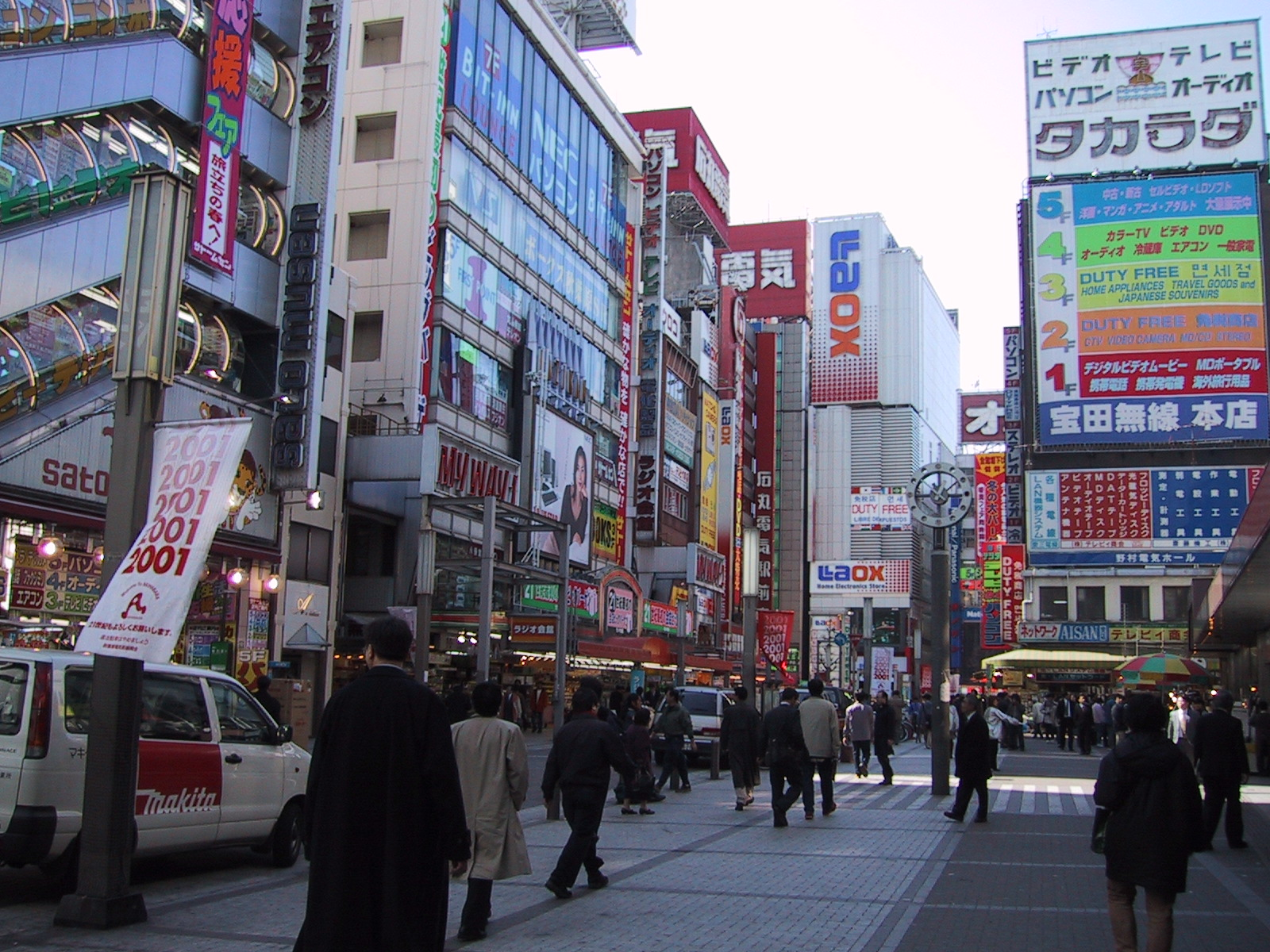
Akihabara (2001)

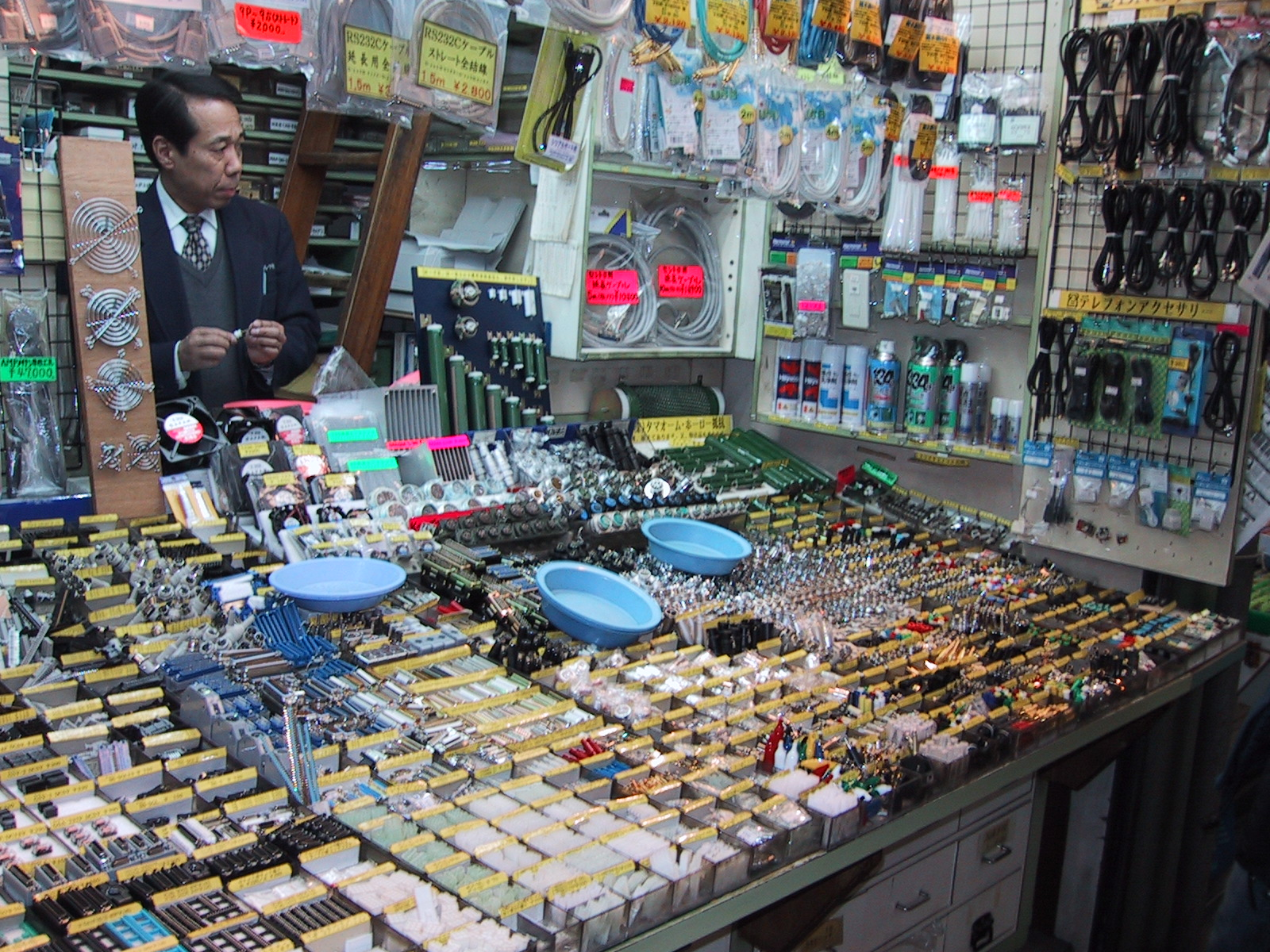
Typischer kleiner Laden in einer versteckten Passage

Akihabara (japanisch 秋葉原, dt. „Herbstlaubfeld“, auch kurz Akiba) ist ein Ortsteil (PLZ 110-0006) des Bezirks Taitō der japanischen Hauptstadtpräfektur Tokio. In einem umgangssprachlichen weiteren Sinne erstreckt es sich auf die Umgebung des Bahnhofs Akihabara in den Bezirken Chiyoda und Taitō in Tokio. Das Gebiet ist bekannt für seine Elektronikkaufhäuser und gilt als Otakutreffpunkt.
Laut einer Umfrage der japanischen Tourismusbehörde aus dem Jahr 2003 suchen 6,6 % aller Japanbesucher Akihabara auf.
Akihabara – der Name leitet sich ab von Akiba-Schrein (秋葉神社, Akiba jinja), der dort 1870 gebaut wurde – heißt einer der beiden Bahnhöfe des Tokioter Stadtteils Kanda im Bezirk Chiyoda. Der Bahnhof Akihabara ist ein wichtiger Umsteigebahnhof. Steigt man aus dem Zug, so fällt einem als erstes ein Schild mit der Aufschrift The electric town (電気街, denkigai) auf. Die Gegend um den Bahnhof besitzt eine hohe Dichte von Leuchtreklamen.
Akihabara ist das Herz des japanischen Elektronikhandels und bietet eine breite Palette an elektronischen Produkten. Die Preise für Computerhardware sind in etwa so hoch wie in europäischen Staaten, es gibt aber auch günstige Gebrauchtwaren zu kaufen.
Viele Läden sind auf einzelne Waren spezialisiert, beispielsweise Taschenrechner, Sprachlerncomputer, Elektronikbauelemente.
In Akihabara gibt es viele Otaku. Für Fans von Videospielen gibt es zahllose Second-Hand-Geschäfte und die achtstöckige Sega World. Aber auch im Bereich Anime, Manga und Merchandise ist Akihabara eine zentrale Anlaufstelle. So haben hier nicht nur größere Ketten wie animate, Gamers und Mandarake ihre Zweigstellen, es finden sich auch viele Einzelhändler.
Bedingt durch die hohe Anzahl an Otaku, befinden sich in Akihabara viele Cosplay-Cafés, in denen die Kellnerinnen als Dienstmädchen (メイド, meido) verkleidet sind. Des Weiteren gibt es einen Friseur und ein Casino dieser Art. Im Bahnhof und Geschäftsbereich sieht man häufig junge Frauen, die in Kostümen von Animecharakteren (Cosplay) Werbebroschüren verteilen.
Koordinaten: 35° 41′ 58,9″ N, 139° 46′ 16,9″ O